# Face to Face 1998
Face to Face 1998 – trzecia wspólna trasa koncertowa Eltona Johna i Billy'ego Joela z serii Face to Face, która odbyła się w 1998 r. Tym razem obejmowała Oceanię, Japonię i Europę.

## Program koncertów

### Oceania

#### Elton John, Billy Joel oraz zespoły Eltona i Billy'ego
1. "Your Song"
2. "Honesty"
3. "Don't Let the Sun Go Down on Me"

#### Elton John ze swoim zespołem
1. "Simple Life"
2. "The One"
3. "Grey Seal"
4. "Goodbye Yellow Brick Road"
5. "Honky Cat"
6. "Can You Feel the Love Tonight"
7. "Uptown Girl"
8. "I Don't Wanna Go On With You Like That"
9. "I Guess That's Why They Call It Blues"
10. "Daniel"
11. "Take Me to the Pilot"
12. "Something About the Way You Look Tonight"
13. "Sad Songs (Say So Much)"
14. "Philadelphia Freedom"
15. "Saturday's Night Alright For Fighting"

#### Billy Joel wraz ze swoim zespołem
1. "Prelude"/"Angry Young Man"
2. "Anthony's Song"
3. "Just the Way You Are"
4. "Allentown"
5. "I Go To Extremes"
6. "My Life"
7. "Lullaby"
8. "River of Dreams"
9. "Candle in the Wind"
10. "We Didn't Start the Fire"
11. "Only the Good die Young"
12. "Big Shot"
13. "Scenes from the Italian Restaurant"

#### Elton John, Billy Joel oraz zespoły Eltona i Billy'ego
1. "Lucy in the Sky with Diamonds"
2. "The Bitch Is Back"
3. "You May Be Right"
4. "Bennie and the Jets"
5. "Great Balls of Fire"
6. "Piano Man"

### Japonia

#### Elton John, Billy Joel oraz zespoły Eltona i Billy'ego (pierwszy raz)
1. "Your Song"
2. "Honesty"
3. "Don't Let the Sun Go Down On Me"

#### Zespół Billy'ego Joela
1. "Prelude"/"Angry Your Man"
2. "The Stranger"
3. "Allentown"
4. "I Go to Extremes"
5. "My Life"
6. "Goodnight My Love"
7. "River of Dreams"
8. "Candle in the Wind" (sam Joel)
9. "We Didn't Start the Fire"
10. "It's Still Rock and Roll to Me"
11. "Big Shot"

#### Zespół Eltona
1. "Simple Life"
2. "The One"
3. "Grey Seal"
4. "Can You Feel the Love Tonight"
5. "Uptown Girl" (solowe wykonanie Eltona)
6. "I Don't Wanna Go On with You Like That"
7. "I Guess That's Why They Call It the Blues"
8. "Daniel"
9. "Take Me to the Pilot"
10. "Something About The Way You Look Me Tonight"
11. "Saturday's Night Alright For Fighting"

#### Elton John, Billy Joel oraz zespoły Eltona i Billy'ego (drugi raz)
1. "Lucy in the Sky with Diamonds"
2. "The Bitch Is Back"
3. "You May Be Right"
4. "Bennie and the Jets"
5. "Piano Man"

### Europa

#### Elton John, Billy Joel oraz zespoły Eltona i Billy'ego (pierwszy raz)
1. "Your Song"
2. "Honesty"
3. "Don't Let the Sun Go Down on Me"

#### Zespół Billy'ego
1. "We Didn't Start the Fire"
2. "Pressure"
3. "Just the Way You Are"
4. "I Go to Extremes"
5. "My Life"
6. "Candle in the Wind"
7. "River of Dreams"
8. "It's Still Rock and Roll to Me"
9. "Scenes from an Italian Restaurant"
10. "Only the Good Die Young"

#### Zespół Eltona
1. "Funeral for a Friend"/"Love Lies Bleeding"
2. "Goodbye Yellow Brick Road"
3. "Honky Cat"
4. "Sacrifice"
5. "Philadelphia Freedom"
6. "I Guess That's Why They Call It the Blues"
7. "If the River Can Bend"
8. "I Don't Wanna Go On with You Like That"
9. "Daniel"
10. "Can You Feel the Love Tonight"
11. "Rocket Man"
12. "Uptown Girl"
13. "Crocodile Rock"
14. "Saturday's Night Alright for Fighting"

#### Elton John, Billy Joel oraz zespoły Eltona i Billy'ego (drugi raz)
1. "Lucy in the Sky with Diamonds" (cover The Beatles)
2. "The Bitch Is Back"
3. "You May Be Right"
4. "Bennie and the Jets"
5. "Great Balls of Fire"
6. "Piano Man"

### Koncert w Londynie (6 czerwca 1998)(bez Billy'ego Joela)
1. "Funeral for a Friend"/"Love Lies Bleeding"
2. "Grey Seal"
3. "Goodbye Yellow Brick Road"
4. "Honky Cat"
5. "Can You Feel the Love Tonight"
6. "Tiny Dancer"
7. "I Guess That's Why They Call It the Blues"
8. "If the River Can Bend"
9. "Don't Let the Sun Go Down on Me"
10. "Daniel"
11. "Rocket Man"
12. "I Don't Wanna Go On with You Like That"
13. "Sacrifice"
14. "Crocodile Rock"
15. "Mona Lisas and Mad Hatters"
16. "Sorry Seems to be the Hardest Word"
17. "Philadelphia Freedom"
18. "Simple Life"
19. "The One"
20. "Take Me to the Pilot"
21. "Something About the Way You Look Tonight"
22. "Uptown Girl"
23. "Bennie and the Jets"
24. "Saturday's Night Alright for Fighting"
25. "Lucy in the Sky with Diamonds"
26. "Great Balls of Fire"
27. "Your Song"
28. "Piano Man"

### Koncert w Düsseldorfie (10 czerwca 1998)(bez Billy'ego Joela)
1. "Funeral for a Friend"/"Love Lies Bleeding"
2. "Grey Seal"
3. "Goodbye Yellow Brick Road"
4. "Honky Cat"
5. "Can You Feel the Love Tonight"
6. "Tiny Dancer"
7. "I Guess That's Why They Call It the Blues"
8. "If the River Can Bend"
9. "I Don't Wanna Go On With You Like That"
10. "Don't Let The Sund Go Down On Me"
11. "Daniel"
12. "Rocket Man"
13. "Sacrifice"
14. "Crocodile Rock"
15. "Sad Songs (Say So Much)"
16. "Mona Lisas and Mad Hatters"
17. "Sorry Seems To Be The Hardest Word"
18. "Philadelphia Freedom"
19. "Simple Life"
20. "The One"
21. "Take Me to the Pilot"
22. "Something About the Way You Look Tonight"
23. "Uptown Girl"
24. "Bennie and the Jets"
25. "Saturday's Night Alright For Fighting"
26. "Lucy in the Sky with Diamonds"
27. "The Bitch Is Back"
28. "Great Balls of Fire"
29. "Your Song"
30. "Piano Man"

### Koncert w Zurychu (30 czerwca 1998)(bez Billy'ego Joela)
1. "Funeral for a Friend"/"Love Lies Bleeding"
2. "Grey Seal"
3. "Goodbye Yellow Brick Road"
4. "Honky Cat"
5. "Can You Feel the Love Tonight"
6. "Tiny Dancer"
7. "I Guess That's Why They Call It the Blues"
8. "If The River Can Bend"
9. "I Don't Wanna Go On with You Like That"
10. "Don't Let the Sun Go Down on Me"
11. "Daniel"
12. "Rocket Man"
13. "Sacrifice"
14. "Crocodile Rock"
15. "Sad Songs (Say So Much)"
16. "Mona Lisas and Mad Hatters"
17. "Sorry Seems to Be the Hardest Word"
18. "Philadelphia Freedom"
19. "Simple Life"
20. "The One"
21. "Take Me to the Pilot"
22. "Something About the Way You Look Tonight"
23. "Uptown Girl"
24. "Bennie and the Jets"
25. "Saturday's Night Alright for Fighting"
26. "Lucy in the Sky with Diamonds"
27. "The Bitch is Back"
28. "Great Balls of Fire"
29. "Piano Man"

## Lista koncertów

### Oceania
- 4 marca – Perth, Australia – Subiaco Oval
- 7 i 8 marca – Auckland, Nowa Zelandia – Ericsson Stadium
- 10 marca – Brisbane, Australia – Subiaco Oval
- 12, 14 i 15 marca – Sydney, Australia – Sydney Cricket Ground
- 18 marca – Adelaide, Australia – Adelaide Cricket Ground
- 20 i 21 marca – Melbourne, Australia – Melbourne Cricket Ground

### Japonia
- 26 marca – Fukuoka, Fukuoka Dome
- 28 marca – Osaka, Osaka Dome
- 30 i 31 marca – Tokio, Tokyo Dome
- 3 kwietnia – Nagoja, Nagoya Dome

### Europa
- 29 i 30 maja – Dublin, Irlandia – Croke Park
- 2 czerwca – Glasgow, Szkocja – Ibrox Stadium
- 6 i 7 czerwca – Londyn, Anglia – Wembley Stadium
- 10 czerwca – Düsseldorf, Niemcy – Rheinstadion
- 12 czerwca – Berlin, Niemcy – Olympic Stadium
- 14 czerwca – Monachium, Niemcy – Olympic Stadium
- 16 czerwca – Wiedeń, Austria – Ernst-Happel-Stadion
- 22 czerwca – Kopenhaga, Dania – Parken Stadium
- 25 czerwca – Helsinki, Finlandia – Olympic Stadium
- 27 czerwca – Göteborg, Szwecja – Ullevi Stadium
- 30 czerwca – Zurych, Szwajcaria – Letzigrund Stadium